# Tite Kubo
Tite Kubo (jap. 久保 帯人 Kubo Taito?, właśc. Noriaki Kubo 久保宣章 Kubo Noriaki, ur. 26 czerwca 1977) – japoński mangaka, autor serii Bleach.

## Historia
Tite jest synem członka rady miejskiej położonego w hirosimowym powiecie Aki miasteczka Fuchū. Ukończył Prefekturalne Liceum Okręgu Aki w Hirosimie. W wieku 18 lat złożył pierwszą koncepcję Zombie Powder[komu?]. Zombie Powder został odrzucony wiele razy, ale kiedy Kubo miał 22 lata, magazyn Shūkan Shōnen Jump rozpoczął serializację mangi, jednak z powodu braku popularności zaprzestano publikacji.
W 2004 r. studio Pierrot rozpoczęło adaptację Bleacha, najpopularniejszego dzieła autora, do postaci serialu animowanego. Premierowe odcinki emitowane były na antenie TV Tokyo. W 2005 r. Kubo został uhonorowany nagrodą Shōgakukan Manga przyznaną Bleachowi w kategorii w shōnen. W lipcu 2012 roku opublikowano pięćsetny rozdział Bleacha. Tite Kubo wraz z Makoto Matsubarą współtworzył dwie beletryzacje serii Bleach, zostały wydane przez Shūēshę pod szyldem Jump Books. Kubo wystąpił w 112 odcinku japońskiego programu radiowego Bleach B-Station. Tamże wraz z Masakazu Moritą (aktorem podkładającym głos pod Ichigo Kurosakiego, głównego bohatera Bleacha) udzielił wywiadu, podczas którego odpowiedział na pytania fanów. 26 lipca 2008 Tite Kubo udał się swoją pierwszą podróż do Stanów Zjednoczonych, gdzie w San Diego gościł na Comic-Conie.

## Utwory
Publikowane przez wydawnictwo Shūeisha.

### Opowiadania ilustrowane
Tygodnik Shūkan Shōnen Jump.
- ULTRA UNHOLY HEARTED MACHINE (1996).
- Kokumashi Urara (jap. 刻魔師麗 Kokumashi urara; 1996).
- BAD SHIELD UNITED (1997).

### Komiksy seryjne
Tygodnik Shūkan Shōnen Jump.
- Zombie Powder (1999–2000, zebrana w czterech tomach w 2000 roku, anulowana).
- Bleach (2001-2016, zebrana w 74 tomach, zakończona z powodu stanu zdrowia autora[3]).

### Powieści
Jump Books.
- BLEACH: LETTERS FROM THE OTHER SIDE (2004, 5 rozdziałów, zakończona).
- BLEACH: THE HONEY DISH RHAPSODY (2006, 3 rozdziały, zakończona).
- BLEACH: UNMASKED SHORT STORIES (2011, 2 rozdziały, zakończona).
- BLEACH: THE DEATH SAVE THE STRAWBERRY (2012, 7 rozdziałów, zakończona).